# Karel Kutlvašr

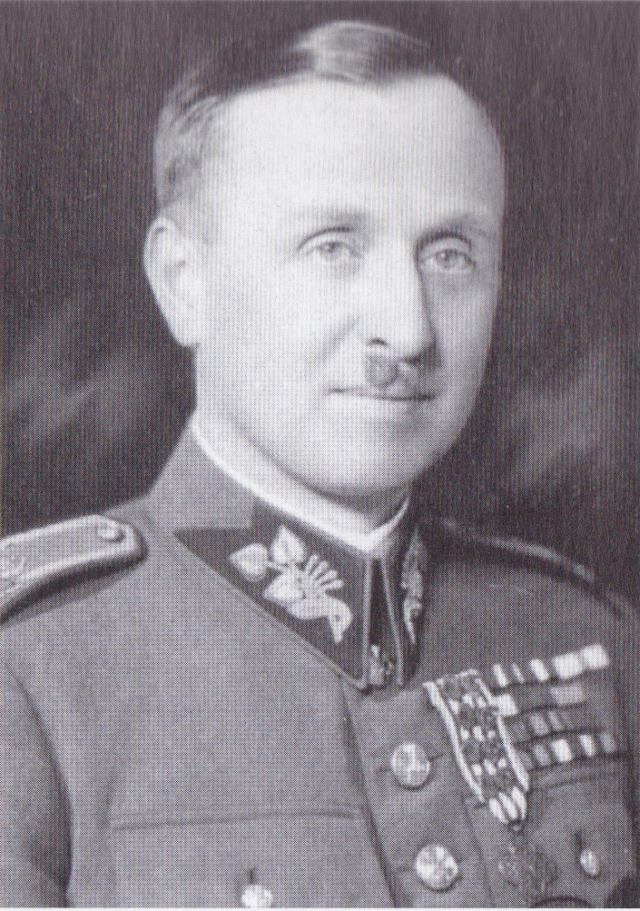
Karel Kutlvašr (1945)

Karel Kutlvašr (* 27. Januar 1895 in Michalovice u Havlíčkova Brodu; † 2. Oktober 1961 in Prag) war ein tschechoslowakischer Soldat, Legionär, Armeegeneral in der Tschechoslowakei, sowie als führendes Mitglied der Widerstandsgruppe Obrana národa eine Persönlichkeit des Widerstandes 1939–1945 gegen den Nationalsozialismus. Er befehligte die bewaffneten Einheiten der Aufständischen während des Prager Maiaufstands 1945 und nahm die Kapitulation der Wehrmacht am 8. Mai 1945 entgegen.

## Leben und militärische Karriere
Kutlvašr besuchte 1909–1911 in Havlíčkův Brod (bis 1945 Německý Brod, deutsch Deutschbrod) eine Handelsschule und arbeitete danach in Humpolec; 1913 wanderte er jedoch aus beruflichen Gründen in die Ukraine aus und arbeitete in Kiew in einer Maschinenbaufirma. Beim Kriegsausbruch meldete sich Kutlvašr als einer der ersten in die Freiwilligeneinheit der  Česká družina (etwa Tschechische Garde), aus der später die Tschechoslowakischen Legionen entstanden. Er nahm an etlichen Schlachten teil, so auch an der Schlacht bei Zborów, und wurde mehrmals befördert, im Februar 1919 zum Oberstleutnant und befehligte ein Regiment. Noch in Russland lernte er seine spätere Frau, Jelizaveta Jakowlewa kennen.
Nach seiner Rückkehr in die Tschechoslowakei 1920 diente er 1920–1931 als Regiment- und Brigadebefehlshaber in Budweis und Chomutov und nahm an verschiedenen militärischen Weiterbildungskursen teil. 1928 wurde Kutlvašr zum Brigadegeneral ernannt. Ab 1934, als Befehlshaber einer Division in Hradec Králové, erarbeitete er neue Konzepte zur Sicherung der Staatsgrenze und stellte verschiedene Handlungsoptionen für den Fall eines militärischen Überfalls des Landes zur Diskussion; er setzte sich insbesondere für den Ausbau der Verteidigungsanlagen im nordöstlichen Böhmen ein und im September und Oktober 1938 war er der Befehlshaber der Grenzregion 35 in Vamberk. Kutlvašr war entschiedener Gegner des Nachgebens und setzte sich für den Fall einer gegnerischen Operation gegen die Tschechoslowakei für einen militärischen Widerstand ein.
Nach der Besetzung der Tschechoslowakei durch deutsche Truppen im März 1939 musste Kutlvašr die Armee verlassen und arbeitete im Magistrat der Stadt Prag, bis er im März 1941 in Pension ging. Sehr frühzeitig nahm er Kontakte zu der Widerstandsgruppe Obrana národa auf, die sich aus Armeeangehörigen rekrutierte. Infolge der Verhaftungswelle 1940 verlor er die Verbindung, 1944 war er jedoch wieder in der Gruppe aktiv. Er arbeitete insbesondere mit Oberstleutnant František Bürger-Bartoš und Brigadegeneral František Slunečko und deren Widerstandsgruppen Bartoš und ALEX zusammen, die ihn bei den Kampfhandlungen während des Prager Aufstands militärisch unterstützten. Slunečko ernannte Ende April 1945 Kutlvašr zum militärischen Befehlshaber von Groß-Prag. Kutlvašr leitete nach dem Ausbruch des Aufstandes am 5. Mai 1945 alle Aktionen. Als der höchste militärische Repräsentant nahm er am 8. Mai 1945 nach Abschluss der Waffenstillstandsverhandlungen vom deutschen Stadtkommandanten von Prag, General Rudolf Toussaint, die Kapitulation entgegen.
Dies besiegelte jedoch das Ende seiner militärischen Karriere wie auch einiger anderer tschechischer Mitunterzeichner der Kapitulation. Die Vereinbarung mit der Wehrmacht beinhaltete auch den freien Abzug der deutschen Truppen (etwa 500.000 Soldaten) nach Pilsen in die Gefangenschaft der amerikanischen Armee und entzog sie dem Zugriff der Roten Armee (nur General Toussaint und einige hohe Offiziere wurden nach Prag ausgeliefert). Auf Druck der sowjetischen Stellen wurde er am 1. August 1945 zuerst zwangsweise beurlaubt und ab Februar 1946 auf weniger bedeutende Posten in Brünn und Pilsen verlegt. Zwar wurde er im Oktober 1947 zum Divisionsgeneral befördert. Nach dem Februarumsturz 1948 wurde er jedoch aus der Armee entlassen, im Dezember 1948 verhaftet und in einem Schauprozess am 16. Mai 1949 als angebliche Hauptfigur einer Widerstandsgruppe gegen das kommunistische Regime wegen Hochverrats zur lebenslangen Haft verurteilt. Er verbrachte seine Haftzeit zuerst in der Strafanstalt Mírov und im Militärgefängnis in Opava. Die Zeit von 1954 bis 1959 verbrachte er dann im Gefängnis Leopoldov, wo auch General Toussaint, während des Prager Aufstandes 1945 Befehlshaber der Wehrmacht und somit der Gegner von Kutlvašr, in Haft gehalten wurde.
Karel Kutlvašr wurde aufgrund einer Amnestie 1960 aus der Haft entlassen und arbeitete als Nachtwächter. Er starb bereits am 2. Oktober 1961 an den Folgen der Haft. Während des Prager Frühlings 1968 wurde die Beschuldigung des Hochverrats zwar für nichtig erklärt, eine völlige Rehabilitierung seiner Person geschah jedoch erst nach 1989, als er u. a. zum Armeegeneral in memoriam ernannt wurde.

## Auszeichnungen
In Auswahl:
- Tschechoslowakische Interalliierte Siegesmedaille 1919
- 1919 Falken-Orden (Tschechoslowakei)
- 1919 Croix de guerre
- 1921 Tschechoslowakisches Kriegskreuz 1914–1918
- 1921 Tschechoslowakische Revolutionsmedaille
- 1921  Médaille interallié de la victoire
- Tschechoslowakisches Kriegskreuz 1939
- 1992 Milan-Rastislav-Štefánik-Orden (Řád Milana Rastislava Štefánika)
- 2017 Orden des Weißen Löwen 1. Klasse